# Lovísa Thompson
Lovisa Thompson (født 27. oktober 1999) er en islandsk håndboldspiller, som spiller i danske Ringkøbing Håndbold og Islands kvindehåndboldlandshold.
I september 2018 blev hun udnævnt, af EHF, som en af de 20 mest lovende talenter i fremtiden, som er værd at holde øje med.

## Karriere
Hun begyndte sin karriere ved Íþróttafélagið Grótta fra sæson 2013-2014, og spillede den første officielle kamp for klubben i 2014. Hun hjalp Grótta med at vinde det islandske mesterskab i 2015, hvor hun scorede det vindende og afgørende mål, med 3 sekunder og sikrede dermed titlen til Grótta.
Efter at Grótta rykkede ned i den anden bedste islandske række 1. deild kvenna i 2018, underskrev Thompson en kontrakt med topklubben Valur. I 2019 vandt hun den islandske pokalturnering med Valur, hvor hun også blev kåret til pokalfinalens bedste spiller.
Thompson skiftede i sommeren 2022 til den danske ligaklub Ringkøbing Håndbold på en etårig lejeaftale.